# مينيسو

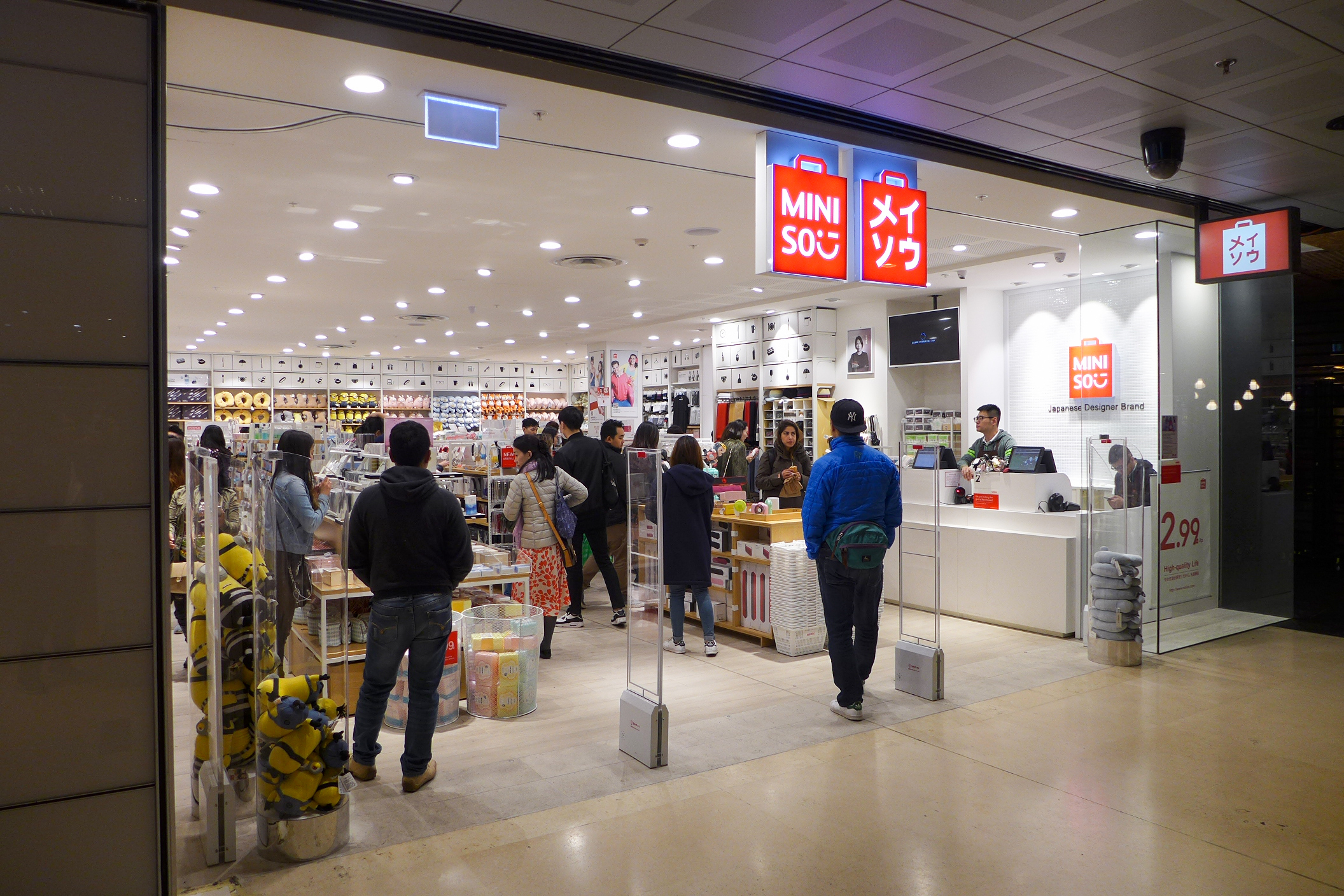
فرع مينيسو في مدينة سيدني

مينيسو (بالصينية: 名創優品)(بالبينيين: Míngchuàng Yōupǐn، بالهيبورن: Meisō Yūhin) هي سلسلة متاجر منخفضة التكلفة متخصصة في بيع السلع المنزلية والاستهلاكية بما في ذلك مستحضرات التجميل والقرطاسية والألعاب وأدوات المطبخ. يقع المقر الرئيسي للشركة في مدينة قوانغتشو بمقاطعة قوانغدونغ في الصين تحت إشراف الشركة الصينية القابضة إيايا. بلغت عائدات مبيعات الشركة 1.5 مليار دولار في عام 2016. بدأت مينيسو في مارس 2019 بالتعاون مع شركة مارفل لبيع منتجاتها التي تحمل علامتها التجارية.
أنتُقِدت مينيسو باعتباره «مقلدًا» لمشاركته تشابهًا شكليا مع متاجر متنوعة يابانية أخرى مثل يونكلو وموجي ودايسو، فضلاً عن كونه متجر تجزئة صيني يقوم بتسويق نفسه على أنه ياباني. ومع ذلك، توسعت متاجر مينيسو خارج السوق الصينية، حيث تدير 1800 متجر في آسيا وأوروبا وأوقيانوسيا وأفريقيا وأمريكا الشمالية وأمريكا الجنوبية.

## التاريخ
تأسست مينيسو في أغسطس 2009 من قبل رائد الأعمال الصيني يي غوفو. أفتتح أول متجر لـ مينيسو في الصين في عام 2013. وأوضح مؤسس الشركة أن المصمم الياباني مياكا جونيا شارك في تأسيس مينيسو، على الرغم من أن تقارير وسائل الإعلام المحلية في الصين واليابان شككت في وجود جونيا ولكن لم اوجد أي اثباتات ملموسة وبمجرد ادعاءات. ويقال أنها زعمت في البداية أنها علامة تجارية يابانية مشهورة، على الرغم من عملها في البر الرئيسي للصين تحت إشراف شركة ايايا الصينية وليس لديها منافذ بيع في اليابان. توسعت مينيسو منذ ذلك الحين خارج الصين وافتتحت أكثر من ألف متجر حول العالم حتى وصلت لأكثر من 4000 متجر حول في أكثر من 90 دولة حتى سنة 2022.
أعلنت شركة مينيسو في يناير 2017 أنها تسعى لدخول سوق كوريا الشمالية، وافتتحت أول متجر لها في بيونغ يانغ بعد أربعة أشهر. وفقًا لمجلة ذي ايكونومست، كان المتجر شائعًا بين الأثرياء في البلاد ولكنه لم يقبل سوى العملات الأجنبية، بما في ذلك الدولار الأمريكي واليوان الصيني واليورو كوسيلة للدفع. بعد فترة وجيزة من الافتتاح، تعرض فرع الشركة الياباني لضغوط لانتهاكه قرار مجلس الأمن التابع للأمم المتحدة رقم 2321 الذي يحظر التجارة مع كوريا الشمالية، حيث نأى الفرع في اليابان عن مسؤولية هذه الخطوة، وألقى باللوم على المكاتب الصينية في اتخاذها لهذا القرار. نتيجة للجدل، وعدت شركة مينيسو بعدم شحن المزيد من المنتجات إلى كوريا الشمالية وغيير اسم متجر بيونغ يانغ إلى «ايفلوشن».

### التوسعات والمواقع

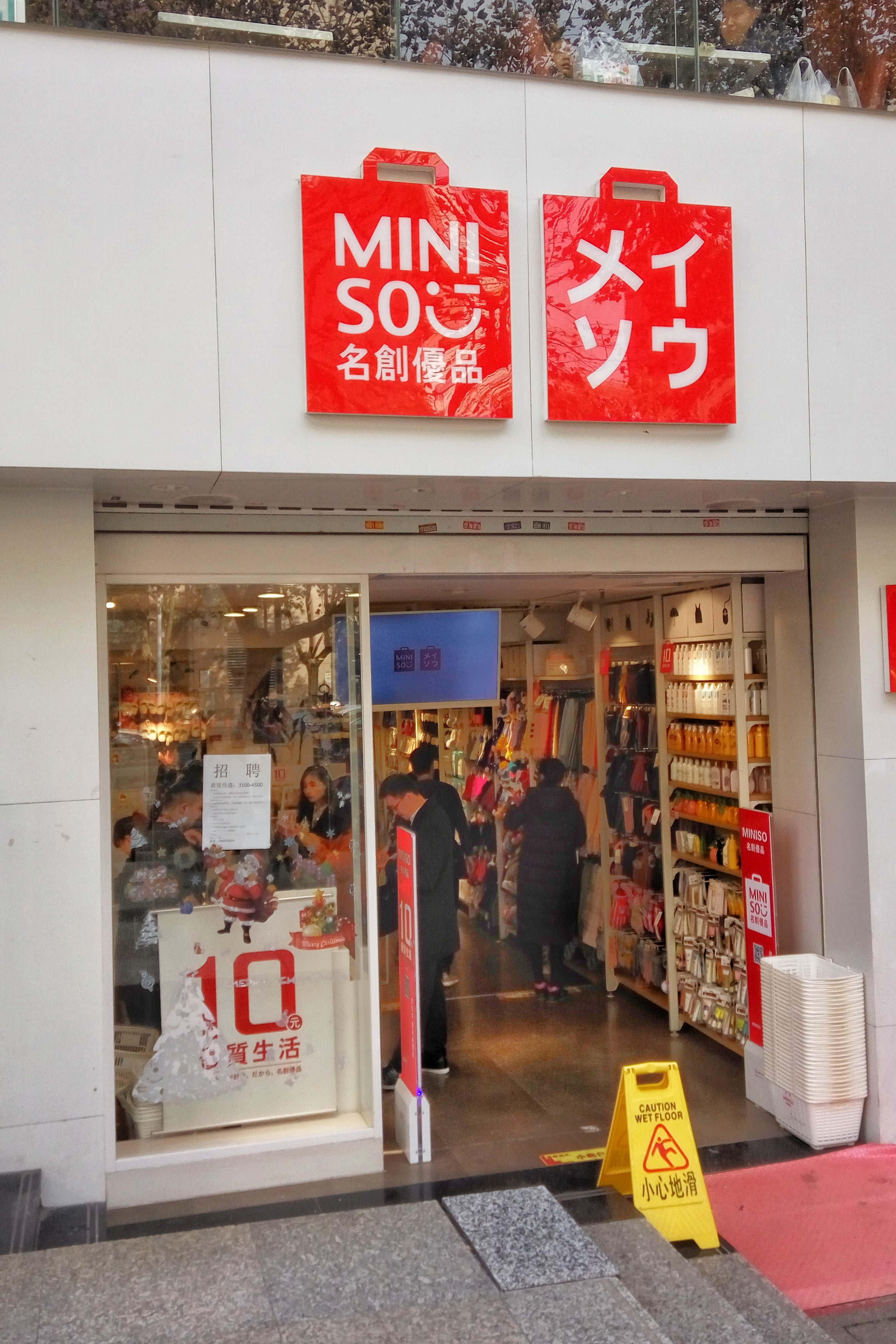
متجر مينيسو في نانجينغ، الصين. يتميز شعار واجهة المتجر باسم الشركة باللغتين الإنجليزية والصينية التقليدية (名 創優 品)، والكاتاكانا اليابانية (メ イ ソ ウ)

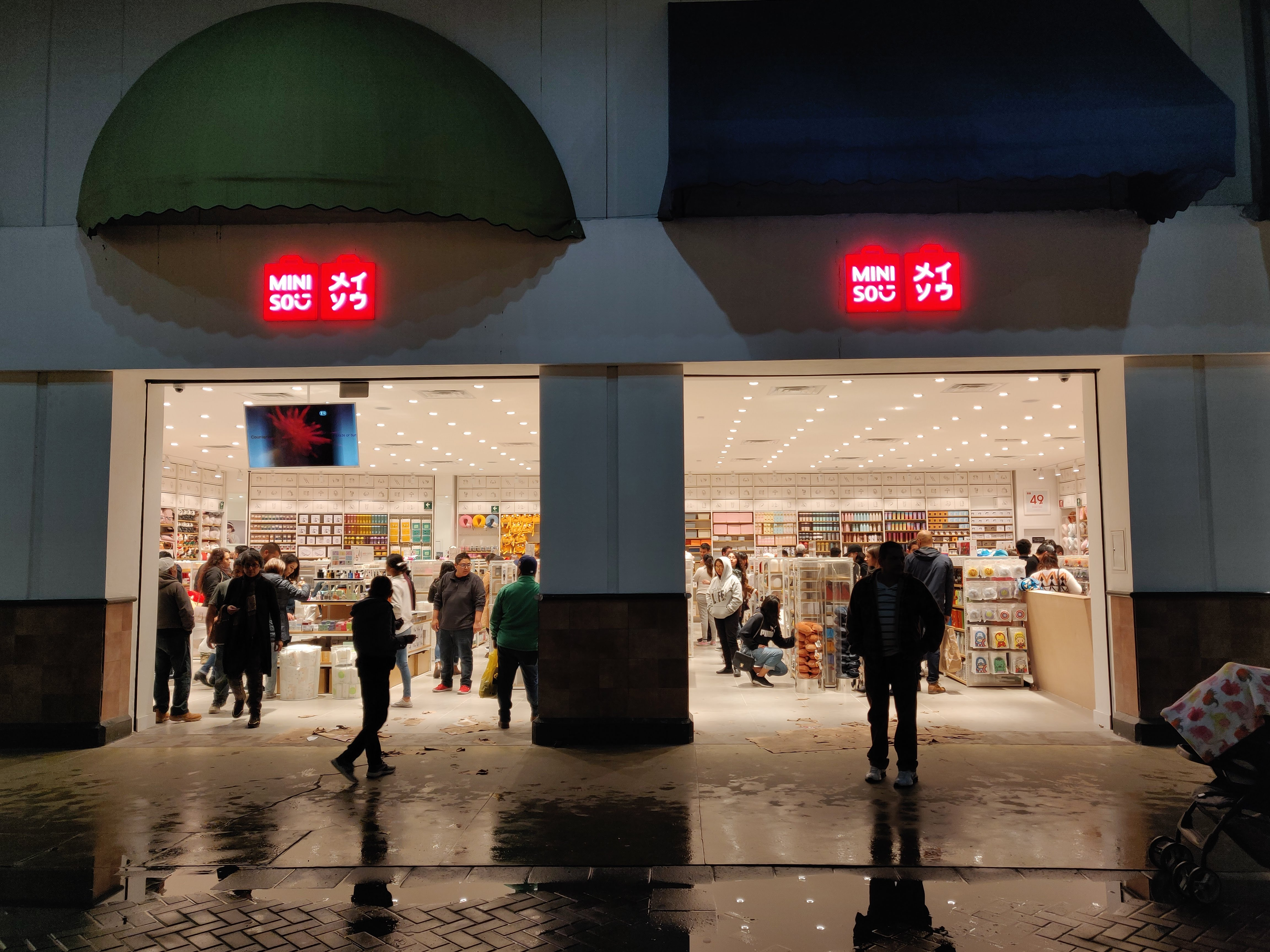
واجهة محل مينيسو تقع في مركز تسوق ماكروبلازا في تيخوانا، المكسيك.

أنشأت مينيسو أول متاجرها للبيع بالتجزئة في الصين، ولا تزال غالبية متاجرها تعمل هناك. ومع ذلك، فقد اتبعت خطة توسع قوية في البلدان المرتبطة بمبادرة الحزام والطريق (حزام واحد طريق واحد)، جنبًا إلى جنب مع متاجر التجزئة الدوليين الآخرين. بدأت في التوسع لأول مرة في آسيا في كل من: تايوان وهونغ كونغ وكمبوديا ونيبال وماكاو والهند وباكستان ومنغوليا وكوريا الجنوبية وكوريا الشمالية وإندونيسيا وماليزيا وسنغافورة وفيتنام وسريلانكا والفلبين وتايلاند وبنغلاديش. تجاوزت المبيعات في متجر واحد في فيتنام في يوم افتتاحه 10000 دولار في ساعة واحدة. كان متجر مينيسو في بيونغ يانغ هو المتجر الأول والوحيد الذي يحمل علامة تجارية أجنبية في كوريا الشمالية. وصلت مينيسو إلى أستراليا في أوائل عام 2017.
افتتحت مينيسو أول متجر لها في بانكوك في 27 مايو 2016 والذي يعمل تحت اسم شركة مينيسو تايلاند المحدودة. وتمتلك مينيسو ما مجموعه 52 فرعًا على مستوى البلاد.
تدير مينيسو في أمريكا الشمالية حاليًا العديد من المتاجر في كندا والولايات المتحدة والمكسيك. وقعت مينيسو في 6 أغسطس 2016 اتفاقية تعاون إستراتيجي شامل مع شريك أمريكي لتوسيع عمليات البيع بالتجزئة إلى الولايات المتحدة. افتتح أول متجر أمريكي في باسادينا في أبريل 2017.
افتتحت أول متجر لها في المملكة العربية السعودية في عام 2017 حتى وصل عدد فروعها فيها إلى أكثر من 22 فرعاً على مستوى البلاد.
فتتحت مينيسو في أمريكا الوسطى أول متجر لها في بنما. وبحلول أكتوبر 2018 وصل عدد المتاجر إلى 4.
افتتحت مينيسو في أمريكا الجنوبية أول متجر تجزئة لها في البرازيل في أغسطس 2017، والثاني في تشيلي في ديسمبر 2017، مع خطط لدخول الأرجنتين المجاورة قريبًا. افتتح أول متجر تجزئة لها في بيرو في مايو 2018 في مركز جوكي بلازا للتسوق. وفي كولومبيا، بدأت عملياتها بافتتاح متجرين مزدوجين في 30 أغسطس في مدينة بوغوتا، وبحلول ديسمبر 2018 يخططون لفتح أول 15 متجرًا في البلاد.
في أوروبا، تقوم شركة مينيسو بتشغيل منافذ البيع بالتجزئة في إسبانيا وألمانيا وإيطاليا وإستونيا وصربيا وأرمينيا وروسيا، من بين دول أخرى.
في إفريقيا، دخلت مينيسو المغرب لأول مرة في أوائل عام 2017 مع 15 متجرًا في مدن متعددة حول المملكة. ودخلوا جنوب إفريقيا في أغسطس 2017 وغرب إفريقيا في نيجيريا بعد شهر واحد. توجد أيضًا متاجر في كينيا وكمبالا بأوغندا. اعتبارًا من يناير 2018، تدير مينيسو متجرين في مصر.
افتتحت مينيسو في 1 سبتمبر 2018 متجرين في رومانيا وتخطط لفتح 40 متجرًا آخر في جميع أنحاء البلاد.
افتتحت مينيسو أول متجر لها في بنغلاديش في 12 يناير 2018.
في يونيو 2019، أعلنت شركة مينيسو أنها ستفتح 6 متاجر أخرى في إسرائيل ليصل العدد الإجمالي إلى 18 بحلول نهاية العام.
اعتبارًا من يناير 2020، تمتلك مينيسو أكثر من 3500 متجرًا في 79 دولة، بإيرادات تقريبية تبلغ 2.4 مليار دولار أمريكي في عام 2019.

## التسويق
بينما مينيسو هي شركة صينية، لكن منتجاتها تتأثر بشدة بالتصميم الياباني. تقارن إستراتيجية التسويق الخاصة بشركة مينيسو مع تجار التجزئة اليابانيين مثل موجي ويونيكول بسبب أوجه التشابه في كل من جماليات المتجر وتصميم العلامة التجارية والمخزون. نظرًا لإستراتيجية العلامة التجارية المتأثرة باليابان، تعرضت منتجات الشركة لانتقادات على أنها «صنعت في الصين لتبدو يابانية»، خاصة عندما تكون معظم متاجر الشركة في الصين، حيث يثق الناس في العلامات التجارية اليابانية أكثر من العروض المحلية. كما انتقدت لإلصاق تسميات باللغة اليابانية غير صحيحة نحويًا على العديد من المنتجات، نتيجة لاستخدام مترجم بايدو الإلكتروني لإنتاج نسخة باللغة اليابانية، كما أقرت بذلك إدارة مينيسو.
ومع ذلك، وبسبب نجاح مينيسو في توسيع عدد متاجر البيع بالتجزئة الخاصة بها، وصفت شركة الاينس بيرنستاين العالمية لإدارة الأصول إستراتيجيتها السوقية بأنها ناجحة من خلال «ملء مكانة سعرية تُركت دون معالجة من خلال التنسيقات اليابانية التي كانت تقلدها».

## روابط خارجية
- الموقع الرسمي